# Alticola stracheyi
Alticola stracheyi är en omstridd däggdjursart i familjen råttdjur som först beskrevs av Thomas 1880. Enligt Wilson & Reeder (2005) och IUCN är det bara en population av arten Alticola stoliczkanus som lever i Kashmirregionen.